# كيت كول
كيت كول (بالإنجليزية: Kate Cole)‏ هي ممثلة أسترالية، ولدت في 19 أغسطس 1978.

## وصلات خارجية
- كيت كول على موقع IMDb (الإنجليزية)
- كيت كول على موقع قاعدة بيانات الفيلم (الإنجليزية)